# Hoppiana aspasta
Hoppiana aspasta är en fjärilsart som beskrevs av Erich Martin Hering och Hopp 1925. Hoppiana aspasta ingår i släktet Hoppiana och familjen björnspinnare. Inga underarter finns listade i Catalogue of Life.